# Далгат, Башир Керимович
Баши́р Кери́мович Далга́т (5 октября 1870, Урахи, Дагестанская область — 1934, Махачкала, СССР) — российский учёный кавказовед, этнограф, этнолог, правовед и юрист, общественный деятель, просветитель, профессор, доктор права, прокурор Дагестанской АССР (1924—1925), заведующий отделом юстиции ДагЦИК, представитель Реввоенсовета СССР в Дагестанской АССР.

## Биография
Башир Керимович Далгат родился 5 ноября 1870 года в селении Урахи Даргинского округа Дагестана. Его отец был по происхождению узденем, избирался кадием (судьёй) села, но погиб в результате кровной мести. Башира на попечение взял дядя, статский советник Магомед Далгат, медик, учившийся в Швейцарии и Военно-медицинской академии в Санкт-Петербурге, депутат Государственной Думы IV созыва от Закатальского округа и от Дагестанской области. Он определил племянника в Ставропольскую классическую гимназию, на специальный пансион для детей-горцев.

### Обучение в гимназии
Далгат проявлял склонности к филологии (в семинаре Л. Г. Лопатинского) и математике. Летом 1886 года в Нальчике он встретился и подружился с членом Московской этнографической экспедиции (возглавлявшейся профессором В. Ф. Миллером) студентом-этнографом Н. Н. Харузиным (впоследствии профессором этнографии Московского университета), кто оказал значительное влияние на его научную деятельность. В 1887 году, будучи учеником седьмого класса Ставропольской гимназии, Б. Далгат (с помощью родственников Али-бека, Абдул-Маджида, а также знакомых) записывает в селении Урахи Даргинского округа материалы по обычному праву даргинцев (по программе для сбора сведений о юридических обычаях Общества любителей естествознания, антропологии и этнографии). Эту работу (рукопись содержала около 200 страниц) он отправил в Отдел этнографии Императорского общества любителей естествознания, антропологии и этнографии в Москве и получил одобрение:
«Ваша работа по этнографии Кавказа… найдена весьма обстоятельною и интересною, вследствие чего Отдел просит Вас продолжать исследования». — вице-президент Общества профессор В. Ф. Миллер
На работу Б. К. Далгата «Обычное право даргинцев в прошлом» ссылался профессор М. М. Ковалевский в своём труде «Закон и обычай на Кавказе».
В 1887—1888 годах Б. Далгат, впервые применив на практике для записи этнографического материала алфавит П. К. Услара, записывает в ауле Урахи даргинский фольклор, в том числе и песни своего близкого родственника, прославленного певца, поэта-лирика Омарла Батырая, бывшего родным братом его деда по линии матери, тоже учёного-арабиста, кадия Сулейман Омар-оглы. В 1888 году Б. Далгат записывает на урахинском и цудахарском диалектах даргинского языка 12 цудахарских песен, высокопоэтичных народных лиро-эпических и героических баллад у знаменитого народного певца и поэта Хаджи. Они исполнялись не только цудахарцами, но и аварцами на аварском языке. «Двенадцать цудахарских песен» в оригинале и в переводе на русский язык (подстрочном и литературно-адекватном) опубликованы Далгатом с обстоятельной лингвистической и фольклористической статьёй в 1892 году в «Сборнике материалов для описания местностей и племён Кавказа». В переводе даргинской песенной поэзии с оригинала на русский язык Далгат проявил и свои поэтические способности. Благодаря высоким филологическим, фольклористическим, лингвистическим, текстологическим достоинствам эта публикация (в ней более 100 печатных страниц) получила заслуженное признание в науке как классическая. На неё ссылался А. Н. Веселовский, она упомянута в списке литературы по Кавказу, подготовленном для Л. Н. Толстого, не раз упоминается в трудах знаменитого лингвиста Н. Трубецкого и др.

### В Санкт-Петербурге
По окончании гимназии Б. К. Далгат в 1889 году поступил сначала на физико-математический факультет Санкт-Петербургского университета, но со второго курса перешёл на юридический факультет того же университета, где за отличные успехи и в связи с недостаточной материальной обеспеченностью получал так называемую «горскую» стипендию. Далгат помимо родного даргинского он знал и другие дагестанские языки, в частности кумыкский, лезгинский, а также читал и выступал на латинском, греческом и французских языках. Он играл на скрипке, участвовал в музыкальном кружке студентов-любителей музыки при Санкт-Петербургском университете. Будучи студентом, Башир Далгат совершил не одну экспедицию и экскурсию по Кавказу, собирая фольклорный и этнографический материал.
Дальнейшая деятельность Б. К. Далгата как этнографа-кавказоведа и фольклориста проходила в тесном сотрудничестве с крупными русскими учёными М. М. Ковалевским, В. Ф. Миллером, Н. Н. Харузиным, Н. С. Трубецким, Д. Н. Анучиным, В. И. Ламанским. Б. Далгат как учёный придерживался сравнительно-исторического метода.
Б. К. Далгат в предреволюционное время активно участвовал в различных научных обществах, существовавших в Санкт-Петербурге, Москве и на Северном Кавказе. Членство в научных обществах котировалось очень высоко и расценивалось как явление общественно-научного признания. В 1892 и 1900 годах он был избран членом-сотрудником Императорского общества любителей естествознания, антропология и этнографии при Московском университете, председателем которого был В. Ф. Миллер. Далгат неоднократно выступал с лекциями по теме этнографии кавказских горцев. В 1899 году его избрали членом-сотрудником этого Общества, где он имел возможность общаться с лучшими представителями отечественной науки.
Далгат стал одним из главных членов-учредителей «Общества, кавказских горцев в Санкт-Петербурге», созданном в 1890 году. К обсуждению Устава Общества, утверждённому 11 января 1894 года, имели прямое отношение представители разных народов Кавказа: Т. Алхазов, С. Курумов, И. Кундухов, М. Берсанов, А. Галаджев, 3убаир Темирханов, Б. Султанов, В. Эмиров, Т. Тхостов, И. Цаликов, Дзалоев, А. Гасанов и осетинский поэт Коста Хетагуров, однако составил и написал текст Устава именно Далгат. Главной целью Общества кавказских горцев помимо материальной поддержки учащихся была «совместная подготовка членов Общества к общественной деятельности на Кавказе» для выполнения «нужд и потребностей горцев Кавказа» не только «материальных, экономических», но и «духовных или культурно-социальных». Живя во Владикавказе, Б. Далгат был активным членом совета Общества по распространению образования и технических сведений среди горцев Терской области, членом Терского областного статистического комитета, Совета Горного общества и одновременно членом Императорского географического общества.

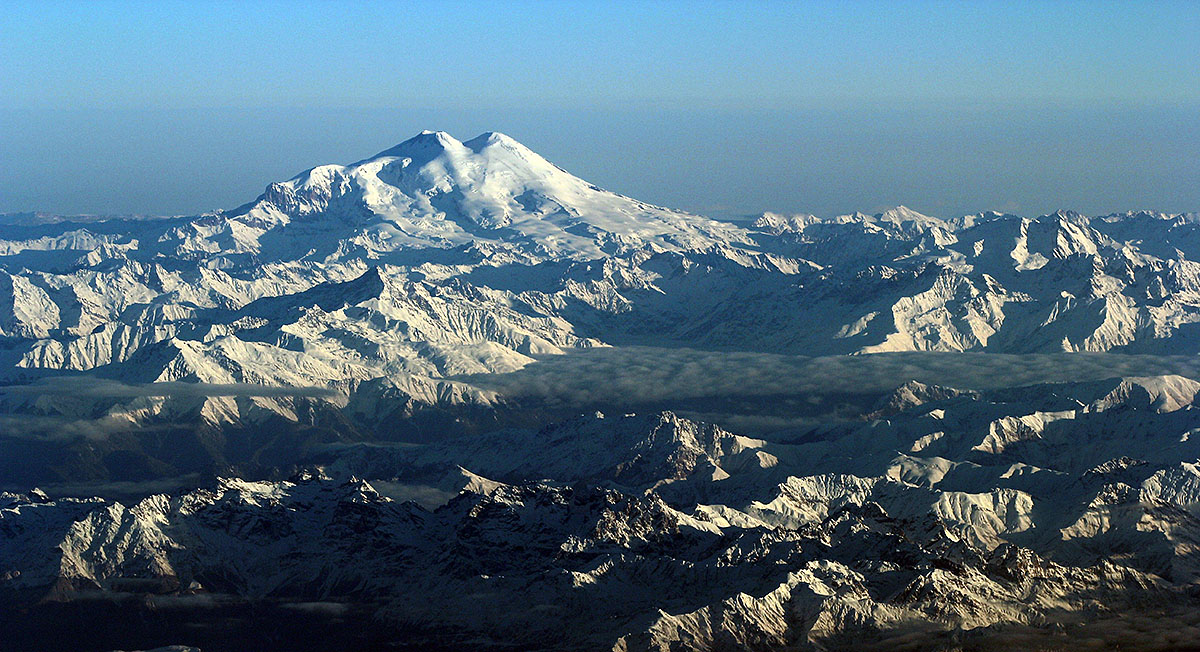
Вид на Эльбрус и Кавказский хребет

В 1893 году Далгат опубликовал в «Терском сборнике» (вып. 3, кн, 2) этнографический очерк «Первобытная религия чеченцев» (сокращённый вариант его большой работы). В 1896 году выходит очерк «Поездка к Чегемским ледникам Центрального Кавказа» — в газете «Казбек» и отдельной брошюрой. В 1901 году в «Этнографическом обозрении» (вып. 4) он при содействии академика В. Ф. Миллера публикует работу «Страничка из Северо-Кавказского богатырского эпоса — ингушские и чеченские сказания о нартах, великанах и героях, записанные со слов стариков-ингушей в 1892 г.».
Б. Далгат неоднократно бывал в горах и на ледниках Кавказа и совершил в период с 1908 по 1914 годы ряд восхождений на Казбек и Эльбрус и даже в 1911 году экипировал за свой счёт экспедицию на Эльбрус. При этом о всех своих наблюдениях он делал сообщения и доклады в различных научных обществах (о географии и природе Кавказа, геологическом строении гор, о малоизученных в то время ледниках и т. п.).

### После революции
После установления советской власти, когда Терская область стала Советской Автономной республикой в составе Российской Федерации (4 марта 1918 года), Далгат был избран Ингушским народным советом членом Владикавказского окружного народного суда. В начале 1920 года он стал заведовать отделом юстиции в Назрановском окружном революционном комитете. В ноябре 1920 года Далгат был командирован представителем Реввоенсовета и Промбюро Юго-Востока России в Дагестан для восстановления Хпекского ртутного рудника, что выполнил, проработав в глухом ауле и терпя лишения полтора года. По окончании этой работы Б. Далгат осенью 1922 года был назначен юрисконсультом Дагестанского центрального исполнительного комитета Совнаркома и Экономического совета. Затем был назначен заведующим отделом законодательных предположений Народного комиссариата юстиции и с 20 ноября 1922 до 1 мая 1927 годы (около 5 лет) работал для ЦИК и Совнаркома ДАССР.
Активное участие в государственной и общественной жизни республики не помешало Далгату продолжить научную работу. Путём тщательной лингво-аналитической работы, сравнения алфавитов арабского, русского, латинского языков и алфавит П. К. Услара, дополнительных включений необходимых звукобукв, фонем даргинского языка он составил проект «Нового латинского алфавита для даргинского языка», взятый за основу тогдашней реформы письменности.
Будучи сотрудником Дагестанского научно-исследовательского института национальной культуры, Б. Далгат выступал на различных научных конференциях с научными докладами и сообщениями («Об обычном праве дагестанцев», «Изучение обычного права горцев Кавказа и, в частности, Дагестана в условиях советского строительства», «О горских съездах и образованных правительствах»). Продолжает он и работу по записи дагестанского фольклора, подготовив к печати свои работы по обычному праву даргинцев, обычному праву и родовому строю народов Дагестана, сборник даргинского фольклора («Даргинские песни и сказки»), которые не опубликованы[уточнить] и хранятся в Рукописном фонде Дагестанского НИИ языка и литературы (ДАГНИЯЛ) им. Г. Цадаса.
За научные заслуги Далгат избран член-корреспондентом Северо-Кавказского краевого научно-исследовательского института, Ингушского научно-исследовательского института. В 1930 году во Владикавказе появилась работа Далгата «Материалы по обычному праву ингушей», представляющая по своей научной обстоятельности и общественной значимости исторический документ эпохи из жизни обозреваемого им народа. В 1934 году в «Известиях» Ингушского научно-исследовательского института вышел в несколько сокращённом варианте историко-этнографический труд Б. Далгата «Родовой быт чеченцев и ингушей в прошлом».
Б. К. Далгат умер в 1934 году в возрасте 63 лет от тяжёлой болезни. Похоронен в Махачкале.

### Семья
Б. Далгат был дважды женат:
- на русской москвичке, выпускнице Высших московских курсов О. И. Кокуриной, рано ушедшей из жизни,
- на польке-варшавянке Е. А. Майстеркевич, от которой имел двух дочерей и которая пережила его на 44 года.

## Научная деятельность
Формирование учёного проходило под непосредственным влиянием представителей российской академической науки: В. Ф. Миллера, М. М. Ковалевского, Н. Н. Харузина, Э. Ю. Петри, Д. Н. Анучина и др.
Далгат — действительный член Императорского Общества любителей естествознания, антропологии и этнографии, Русского антропологического общества Санкт-Петербургского университета, Императорского Русского географического общества, Юридического общества при Санкт-Петербургском университете.
Подготовил в соответствии с различными Программами этнографических исследований того времени ряд научных трудов:
- «Обычное право даргинцев в прошлом» (подготовил ещё в 17 лет, когда был учеником старших классов классической Ставропольской гимназии),
- Далгат Б. К. Двенадцать цудахарских песен // СМОМПК. — Тифлис, 1892. — Вып. XIV.
- Далгат Б. К. Первобытная религия чеченцев // ТС. — Владикавказ, 1893. — Вып. III, кн. II[2].
- Далгат Б. К. Поездка к Чегемским ледникам Центрального Кавказа. — Владикавказ, 1896.
- Далгат Б. К. Страничка из Северо-Кавказского богатырского эпоса: Ингушско-чеченские сказания о нартах, великанах, людоедах и героях, записанные со слов стариков-ингушей в 1892 // ЭО. — М., 1901. — Кн. 1.
- Далгат Б. К. Родовой быт чеченцев и ингушей: (Отрывки) // Весь Кавказ. Далгат Б. К. Материалы по обычному праву ингушей // Известия Северо-Кавказского краевого НИИ. — Владикавказ, 1930.
- Далгат Б. К. Родовой быт чеченцев и ингушей в прошлом // Известия Ингушского НИИ. — Владикавказ, 1934. — Вып. II.
- Далгат Б. К. О русско-туземных школах в Терской области (по поводу предложения местного начальства распространить грамотность среди горцев) // Педагогика. — М., 2002. — № 2.
- «Материалы по обычному праву ингушей»,
- «Обычное право и родовой быт народов Дагестана»

В 1888 году Б. Далгат записал на урахинском и цудахарском диалектах даргинского языка 12 песен цудахарцев. Тексты опубликованы учёным 1892 году в оригинале и в русском переводе. Эти записи Далгата упоминаются в трудах знаменитого лингвиста Н. С. Трубецкого.

## Общественная деятельность
Башир Далгат сотрудничал в газетах «Терек», «Казбек», «Северный Кавказ», «Русская жизнь» и других. Был активным членом общества по распространению образования и технических сведений среди горцев Терской области, политического общества Терского комитета на Северном Кавказе (Владикавказе), имевших главной целью внедрение просвещения и культуры на Кавказе.
После падения монархии и с февральско-мартовской буржуазно-демократической революции, входил в состав ЦК Союза объединённых горцев Северного Кавказа и Дагестана, присутствовал на I съезде СГСК. Представлял интересы Вр. Даг. Исполкома при ЦК Союза во Владикавказе. Вскоре после Октябрьской революции назначен на пост члена Владикавказского окружного народного суда, затем стал заведовать юстицией в Назрановском окружном ревкоме. В 1920 году по ходатайству Совнаркома ДССР, Далгат был командирован в Дагестан для руководства изыскательскими работами по восстановления Хлекского ртутного рудника. Осенью 1922 года Б. Далгат возглавляет Комиссию по узаконению при аппарате ДЦИКа и Совнаркоме Дагестана. Здесь он работал до 1928 года и внёс свою лепту в составление законопроектов, входил в состав многих комиссий, принял участие в подготовке проекта Конституции ДССР.